# كريس فيرغسون
كريس فيرغسون هو عالم عقيدة كندي، ولد في 15 مايو 1953.